# Hermann Hesse
Hermann Hesse (Calw, Njemačka, 2. srpnja 1877. – Montagnola, Švicarska, 9. kolovoza 1962.) bio je njemački književnik.
Svojim djelima postiže za života značajne uspjehe. Povremeno se javlja u političkom životu u duhu svojih demokratskih i pacifističkih uvjerenja. Poslije Prvoga svjetskog rata priklanja se psihoanalizi, a živo ga privlači misticizam Dalekoga Istoka. U njegovim se prvim romanima odražavaju pojedine faze autorovih unutarnjih kriza, a u kasnijim se pojavljuju općeljudski problemi. Dobitnik je Nobelove nagrade za književnost 1946. godine.

## Djela
- "Stepski vuk"
- "Demian"
- "Igra staklenim biserima"
- "Siddhartha"
- "Narcis i Zlatousti"
- "Knulp"
- "Gertrud"

## Vanjske poveznice
- Nobelprize.org, Nobelova nagrada za književnost 1946.
- Nobelprize.org, Hermann Hesse - Autobiografija  Arhivirana inačica izvorne stranice od 6. srpnja 2007. (Wayback Machine)
- Sedam pjesama od Hermanna Hessea, moguće ih čitati i slušati njega kako ih čita. (njem.)